# Proces AOD
Proces AOD (argonowo-tlenowe odwęglania stali, Argon-Oxygen Decarburisation) służy do uzyskiwania stali i staliw nierdzewnych i kwasoodpornych o bardzo niskiej zawartości węgla i siarki oraz zawartości 16-20% chromu. Polega na przedmuchiwaniu ciekłego metalu mieszaniną tlenu i argonu. Tlen odwęgla kąpiel,  a argon miesza ją. Wsad do tego procesu zawiera  zazwyczaj 0,7-2,5% węgla i 18% chromu, a przygotowuje się go najczęściej w piecu łukowym. Jednak ta metoda jest na tyle efektywna, że można do niej stosować nawet wysokowęglowy  i wysokochromowy złom. AOD należy do tzw. metod pozapiecowej obróbki stali, ponieważ przeprowadza się go po spuście metalu, w zewnętrznym konwertorze.

## Opis procesu
Proces AOD przebiega w czterech etapach:
- odwęglanie
- redukcja
- odsiarczanie
- wykańczanie stali[2]

Początkowo mieszanina gazów jest bardzo bogata w tlen (stosunek tlenu do argonu wynosi 1:3), później udział tlenu zmniejsza się do proporcji 1:1, a w końcu 1:2 lub nawet 1:3 Węgiel i krzem utleniają się, a dzięki silnemu mieszaniu się kąpieli usuwany jest też azot i wodór. Zanieczyszczenia przechodzą z pęcherzykami argonu do żużla. Etap odwęglania trwa aż do uzyskania oczekiwanego stężenia węgla.
Podczas etapu redukcji odzyskuje się chrom i mangan, które wcześniej przeszły do żużla razem ze szkodliwymi tlenkami. W tym celu wprowadza się tzw. mieszaninę redukującą (zwykle FeSi i SiCr), a następnie kąpiel przedmuchuje się argonem. Czasem dodaje się też wtedy wapno palone, co pozwala uzyskać odpowiednią zasadowość żużla (a to pomaga podczas odsiarczania). Podczas redukcji odzyskuje się 97-99% chromu i ok. 93% manganu.
Odsiarczanie polega na wprowadzeniu: krzemianu żelaza, krzemianu wapnia, wapna i przedmuchiwaniu kąpieli argonem. Jeśli zawartość siarki w metalu ma wynosić poniżej 0,01%, przed rozpoczęciem odsiarczania ściąga się powstały w poprzednim etapie żużel; w przeciwnym razie nie jest to konieczne.
Wykańczanie polega na wprowadzenia do ciekłej stali odpowiednich żelazostopów, dzięki czemu uzyskuje się pożądaną temperaturę spustu i uzupełnia zawartość składników stali. Jeśli temperatura kąpieli jest za wysoka, dodaje się do niej złom stalowy. Jednocześnie ciekły metal jest cały czas przedmuchiwana argonem.

## Wymagania wobec konwertora AOD
Kadź do procesu AOD powinna mieć:
- dużą wolną przestrzeń nad kąpielą, ponieważ podczas świeżenia objętość cieczy wzrasta
- zasadową wymurówkę
- mechanizm do przechylania na czas przyjmowania ciekłego	metalu, wprowadzania żużla i dodatków stopowych oraz spustu
- w dolnej części dysze do wprowadzania gazów[5]

## Zalety procesu AOD
- możliwość uzyskania stali o bardzo niskiej	zawartości węgla (0,01-0,03%), siarki (nawet 0,001-0,005%), tlenu, wodoru i azotu
- bardzo mała ilość wtrąceń niemetalicznych
- równomierny skład chemiczny i temperatura stopu (dzięki intensywnemu mieszaniu argonem)[6]